# LaChanze
Rhonda LaChanze Sapp, dont le nom de scène est LaChanze (/ ləʃɑnz /), née le 16 décembre 1961, est une actrice, chanteuse et danseuse américaine. En 2006, elle remporte le Tony Award de la meilleure performance d'une actrice principale dans une comédie musicale  pour son rôle dans The Color Purple.

## Biographie
Née à St. Augustine, en Floride, elle est la fille de Walter et Rosalie Sapp. Son nom de scène "LaChanze" (en créole: la charmée), vient de sa grand-mère. Après avoir déménagé dans le Connecticut, elle est inscrite par sa mère au Bowen Peters Cultural Arts Center à New Haven , du fait de son goût pour le chant et la danse. C'est là qu'elle découvre un intérêt pour la scène. Au lycée Warren Harding de Bridgeport, LaChanze a fait ses débuts dans le rôle de Lola dans la production scolaire de Damn Yankees .
Vivre près de New York donne à LaChanze un accès au monde du théâtre. Chicago est la première comédie musicale qu'elle voit. Graciela Daniele (dans le rôle de Hunyak) inspire LaChanze.
Après le lycée, LaChanze étudie l'art dramatique à la Morgan State University à Baltimore, Maryland, avant de passer à l' Université des Arts de Philadelphie, où elle étudie le théâtre et la danse. Pour son premier emploi d'été, elle danse en claquettes, Uptown... It's Hot! à l'hôtel Tropicana à Atlantic City, New Jersey . Le spectacle débute à Broadway en janvier 1986, où LaChanze commence sa carrière professionnelle dans le théâtre.
Alors que LaChanze est enceinte de huit mois de son deuxième enfant, son mari, le négociant en valeurs mobilières Calvin Gooding, est tué lors des attentats du 11 septembre 2001. Il travaillait chez Cantor Fitzgerald dans la tour 1 du World Trade Center. Le 6 septembre 2002, elle chante l'hymne national lors d'une réunion conjointe du Congrès au Federal Hall National Memorial, la première réunion du Congrès à New York depuis 1790,. Le 15 mai 2014, elle chante « Amazing Grace » lors de l'inauguration du National 11 septembre Memorial & Museum dédiant sa performance à son défunt mari.
L'une de ses deux filles, Celia Rose Gooding, joue dans Jagged Little Pill à Broadway, faisant d'elle et de LaChanze (qui joue dans A Christmas Carol ) le premier couple mère-fille à se produire à Broadway en même temps.
LaChanze se remarie en 2005 avec Derek Fordjour, puis divorce en 2014. Le divorce est finalisé le 27 mars 2014 dans le comté de Westchester.

## Carrière
LaChanze joue le rôle de "Ti Moune" dans la comédie musicale de Lynn Ahrens et Stephen Flaherty Once on This Island en 1990 et reçoit des nominations pour le Tony Award de la meilleure actrice en vedette dans une comédie musicale et dramatique comme actrice exceptionnelle dans une comédie musicale,.
Elle remplace "Sarah" dans le Ragtime musical d'Ahrens et Flaherty et Terrence McNally Broadway, commençant en décembre 1998.
Elle joue le rôle de "Viveca" dans la production Off-Broadway de Playwrights Horizons de la comédie musicale The Bubbly Black Girl Sheds Her Chameleon Skin, qui a ouvert en juin 2000. Elle reçoit une nomination au Drama Desk, Actress (Musical), pour sa performance.
LaChanze participe à un concert-bénéfice Actors Fund of America de Funny Girl, avec de nombreux interprètes représentant le personnage de "Fanny Brice", en septembre 2002.
En 2005, elle joue une esclave en fuite dans la comédie musicale Ahrens et Flaherty Dessa Rose. La comédie musicale ouvre Off-Broadway au Mitzi Newhouse Theatre au Lincoln Center en mars 2005. LaChanze reçoit un Obie Award pour son rôle dans Dessa Rose.
LaChanze joue "Celie" dans la comédie musicale de Broadway, The Color Purple, de son ouverture en 2005 à novembre 2006,. Elle remporte le Tony Award de la meilleure actrice dans une comédie musicale pour cette performance.
En septembre 2008, elle participe au concert de Boston Pops, Handel's Messiah Rocks à Emerson College, filmé par Public Broadcasting Service .
Elle participe à la production Off-Broadway de Inked Baby, écrite par Christina Anderson, qui ouvre en mars 2009 au Playwrites Horizons Peter Jay Sharp Theatre.
En juin et juillet 2009, elle joue le rôle de Glinda, dans Encores!, la production du concert Summer Stars de The Wiz.
Elle joue dans la production de Broadway de If / Then en 2014, avec Kate.
En 2018, elle participe à Summer: The Donna Summer Musical à Broadway, jouant Diva Donna / Mary Gaines.
Elle joue dans A Christmas Carol à Broadway, avec le rôle du Fantôme de Noël présent.
En 2021, elle interprète le rôle de Anne dans les épisodes 5,8,13 et 14 de la saison 8 de la série Blacklist.